# Frank McSherry
Frank David McSherry ist ein US-amerikanischer Informatiker, bekannt für Beiträge zur Datensicherheit – er ist einer der Begründer von Differential Privacy – Datenbanken und verteiltem Rechnen.
McSherry wurde 2004 an der University of Washington bei Anna Karlin in Informatik promoviert (Spectral Methods for Data Analysis).
2017 erhielt er den Gödel-Preis mit Cynthia Dwork, Adam Davison Smith und Kobbi Nissim und 2021 mit Avrim Blum, Irit Dinur, Cynthia Dwork, Adam Davison Smith und Kobbi Nissim den Paris-Kanellakis-Preis für ihre fundamentalen Beiträge zur Entwicklung der Differential Privacy. Er ist sowohl Ko-Autor in der grundlegenden Veröffentlichung von 2006 als auch mit Kunal Tawar Urheber des exponentiellen Mechanismus für Differential Privacy. Beide erhielten dafür 2009 den  PET Award for Outstanding Research in Privacy Enhancing Technologies.
Zur Zeit der Entwicklung von Differential Privacy war er bei Microsoft Research im Silicon Valley. Danach leitete er das Naiad-Projekt für parallelen Datenfluss bei Microsoft.
Weiter befasste er sich mit Streamprozessor-Systemen (Analyse von Daten in Echtzeit mit entsprechend schnellem Fluss von Informationen aus Datenbanken, System Naiad u. a.) und gründete mit Arjun Narayan (früher bei Cockroach Labs) 2019 das Startup Materialize, um diese zu vermarkten. Er ist Chief Scientist von Materialize. Ihr Produkt basiert auf den von McSherry entwickelten Techniken in Timely Dataflow (einem Open-Source-Projekt) und  Differential Dataflow. Die Datenbankabfrage basiert auf dem verbreiteten SQL.

## Schriften (Auswahl)
- Cynthia Dwork, Frank McSherry, Kobbi Nissim, Adam Smith: Calibrating Noise to Sensitivity in Private Data Analysis. In: Shai Halevi, Tal Rabin (Hrsg.): Theory of Cryptography. Springer, 2006,  S. 265–284 (vorläufige Version in  Theory of Cryptography Conference (TCC) 2006, sie erhielt 2016 den TCC Test of Time Award)[4]
- Avrim Blum, Cynthia Dwork, Frank McSherry, Kobbi Nissim: Practical privacy: the SuLQ framework, Proc. 24th ACM SIGMOD-SIGACT-SIGART Symposium on Principles of Database Systems, 2005, S. 128–138
- F.McSherry, K.Talwar. Mechanism Design via Differential Privacy, Proceedings of the 48th Annual Symposium of Foundations of Computer Science, 2007
- Derek G. Murray, Frank McSherry, Rebecca Isaacs, Michael Isard, Paul Barham, Martin Abadi: Naiad: a timely dataflow system, Proc. 24th ACM Symposium on Operating Systems Principles. SOSP '13, New York,  Association for Computing Machinery, 2013, S. 439–455